# Persiakan
Persiakan is een bestuurslaag in het regentschap Tebing Tinggi van de provincie Noord-Sumatra, Indonesië. Persiakan telt 5739 inwoners (volkstelling 2010).